# Eliot Spitzer

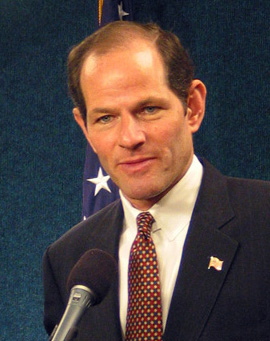
Eliot Spitzer (2004)

Eliot Laurence Spitzer  (* 10. Juni 1959 in der Bronx, New York City) ist ein US-amerikanischer Politiker. Er gehört der Demokratischen Partei an. Er war vom 1. Januar 2007 bis zum 17. März 2008 Gouverneur von New York.

## Leben
Spitzer kam als Sohn des Bauunternehmers Bernard Spitzer (1924–2014) und dessen Frau Anne (geborene Goldhaber) zur Welt und wuchs im New Yorker Stadtteil Bronx in einer Familie mit jüdisch-österreichischen Wurzeln auf. Nach dem Besuch der Horace Mann School ging er an der Princeton University aufs College und studierte anschließend Jura an der Harvard Law School, wo er Mitarbeiter der Harvard Law Review wurde. In Harvard lernte er seine spätere Frau Silda Wall kennen, mit der er drei Töchter hat.

## Juristische Praxis und Generalstaatsanwalt
Nach dem Ende des Studiums arbeitete Spitzer für den Richter Robert W. Sweet in Manhattan und wurde dann von der Anwaltskanzlei Paul, Weiss, Rifkind, Wharton & Garrison angestellt. Nach zwei Jahren verließ Spitzer die Kanzlei und wurde in der Staatsanwaltschaft (Behörde des District Attorney) von Manhattan noch unter Robert M. Morgenthau angestellt. Nach einer erfolglosen Kandidatur 1994 wurde er 1998 zum Attorney General von New York gewählt. Dieses Wahlamt bekleidete er, bis er Gouverneur wurde. In dieser Funktion tat sich Spitzer durch sein Vorgehen gegen namhafte Gegner hervor, unter anderem:
- 1998–2002 Preisabsprachen bei Computer(teil)herstellern zwischen 5 Unternehmen, von denen infolgedessen Samsung Electronics Co., Elpida Memory Inc., Infineon Technologies AG und Hynix Semiconductor Inc. eine Gesamtstrafe von 730 Mio. USD zahlen mussten, während Micron Technology Inc. Immunität als „Kronzeuge“ gewährt wurde.
- 2002 Wertpapierhandel-Affäre zwischen Investmentbanken und Brokern beim Angebot emittierter Papiere an einflussreiche Manager, was allgemeiner Missstand in Manhattan war, infolgedessen mussten die Firmen Bear Stearns, Credit Suisse First Boston, Deutsche Bank, Goldman Sachs, JP Morgan Chase, Lehman Brothers, Merrill Lynch, Morgan Stanley, Salomon Smith Barney, UBS Warburg Strafen und Schadenersatz in Höhe von 1,4 Mrd. USD zahlen.
- 2004 Anklage gegen den Vorsitzenden der New Yorker Börse NYSE Richard A. Grasso für Amtsmissbrauch und den Empfang einer maßlosen Abfindung.
- 2005 Ermittlungen gegen Sony BMG wegen des Einsatzes des XCP-Kopierschutzverfahrens.[2] Bereits zuvor hatte Spitzer sowohl gegen Sony BMG[3] und die Warner Music Group[4] Ermittlungen wegen der Bestechung von Radiosendern durchgeführt.

## Gouverneur von New York
Das angetretene Amt brachte Spitzer schnell den Vorwurf mangelnden Pflichtbewusstseins ein, da eine Reihe wichtiger Posten in der Exekutive nicht besetzt wurden und das Staatsparlament (New York State Legislature) auch nach seiner Wahl dem nicht nachkam. Spitzer trieb 2007 hauptsächlich zwei Projekte voran – die Konsolidierung des Staatshaushalts und ein Gesetz zur gleichgeschlechtlichen Ehe.
Nachdem bekannt wurde, dass Spitzer (alias Client 9) mehrfach die Dienste exklusiver Prostituierter in Anspruch genommen hatte, trat er am 17. März 2008 von seinem Amt zurück. Bereits die Inanspruchnahme sexueller Dienstleistungen ist in den meisten Bundesstaaten der USA illegal. Es ist jedoch bisher nicht gesichert, ob es – außer dem Kontakt mit Prostituierten – engere Berührungspunkte zu dem zugehörigen Callgirl-Ring Emperor’s Club VIP gegeben hatte, der exklusive Prostituierte nicht nur in New York und Washington, sondern auch in Paris und London vermittelte. Spitzer hatte sich, so die New York Times, in der Vergangenheit mit seinem Vorgehen gegen wenigstens zwei Prostitutions-Ringe profiliert. Am 6. November 2008 teilte der zuständige Bundesstaatsanwalt Michael J. Garcia mit, nicht mehr gegen Spitzer zu ermitteln, da keine Beweise für einen Missbrauch von öffentlichen Geldern gefunden worden seien. Der Filmregisseur Alex Gibney drehte über den Aufstieg und Fall von Eliot Spitzer einen Dokumentarfilm (Client 9: The Rise and Fall of Eliot Spitzer).
Spitzers Nachfolge trat für den Rest der bis zum Jahreswechsel 2010/11 dauernden Amtszeit der bisherige Vizegouverneur David Paterson an.
Nachdem Keith Olbermann entlassen worden war, hatte Spitzer von 2012 bis 2013 eine eigene Fernsehsendung auf Current TV.